# Gerlind Rosenbusch
Gerlind Rosenbusch (* 1947 in Oldenburg im Oldenburger Land) ist eine deutsche Schauspielerin und Moderatorin, die in plattdeutscher Sprache spielt und moderiert.

## Leben
Nach dem Abitur 1966 am Gymnasium Cäcilienschule in Oldenburg machte sie 1969 ihr Examen an der Pädagogischen Hochschule Oldenburg (Hauptfach Musik). Anschließend studierte sie bis 1972 an der Hochschule für Musik und Theater in Hamburg.
In zahlreichen öffentlichen Veranstaltungen im norddeutschen Raum hat sie plattdeutsche Geschichten vorgetragen und damit zur Pflege und Akzeptanz der plattdeutschen Sprache beigetragen.

## Bühne
Rosenbusch spielt ihre Rollen auf der Bühne vor allem in plattdeutschen Theaterstücken:
- im Ohnsorg-Theater Hamburg
- im Mecklenburgischen Staatstheater in Schwerin (Fritz-Reuter-Bühne)[2]

In der Spielzeit 2018 war sie in der Rolle der Mrs. Higgins im Musical My Fair Lady bei den Eutiner Festspielen zu sehen.

## Fernsehen
- Rosenbusch war von April 1982 bis 2004 rund 130 mal Platt-Talkerin („Utfragerin“) in der plattdeutschen Talkshow Talk op Platt des Norddeutschen Rundfunks (NDR), zusammen mit Moderator Ewald Christophers und – nach 1995 – zusammen mit Falko Weerts.
- In den sechs Folgen der Finkenwerder Geschichten (1986; 6 Episoden: Der Taucher / Ein blinder Passagier / Das schnellste Schiff / Orkan / Die Blankeneserin / Der Umzug) spielte sie die Rolle der Christa Mewes.

## Rundfunk
- Rosenbusch wirkte in verschiedenen Hörspielen des NDR und von Radio Bremen mit.[1]

## Film
- In dem plattdeutschen Film Apparatspott – Gerangel in Ruum un Tied (2003) hat sie die Rolle der Gertrud Helms gespielt.
- In dem plattdeutschen Film Apparatspott – Dat mokt wie gistern (2008) spielte sie die Rolle der Krankenschwester.